# Клемпау
Клемпау (њем. Klempau) општина је у њемачкој савезној држави Шлезвиг-Холштајн. Једно је од 131 општинског средишта округа Херцогтум Лауенбург. Према процјени из 2010. у општини је живјело 625 становника. Посједује регионалну шифру (AGS) 1053067.

## Географски и демографски подаци
Клемпау се налази у савезној држави Шлезвиг-Холштајн у округу Херцогтум Лауенбург. Општина се налази на надморској висини од 15 метара. Површина општине износи 10,1 km². У самом мјесту је, према процјени из 2010. године, живјело 625 становника. Просјечна густина становништва износи 62 становника/km².

## Међународна сарадња
| Мјесто         | Држава    | Врста сарадње | Од    |
| -------------- | --------- | ------------- | ----- |
| Боненж ле Кале | Француска | партнерство   | 1995. |
| Извор          |           |               |       |